# Paramotor

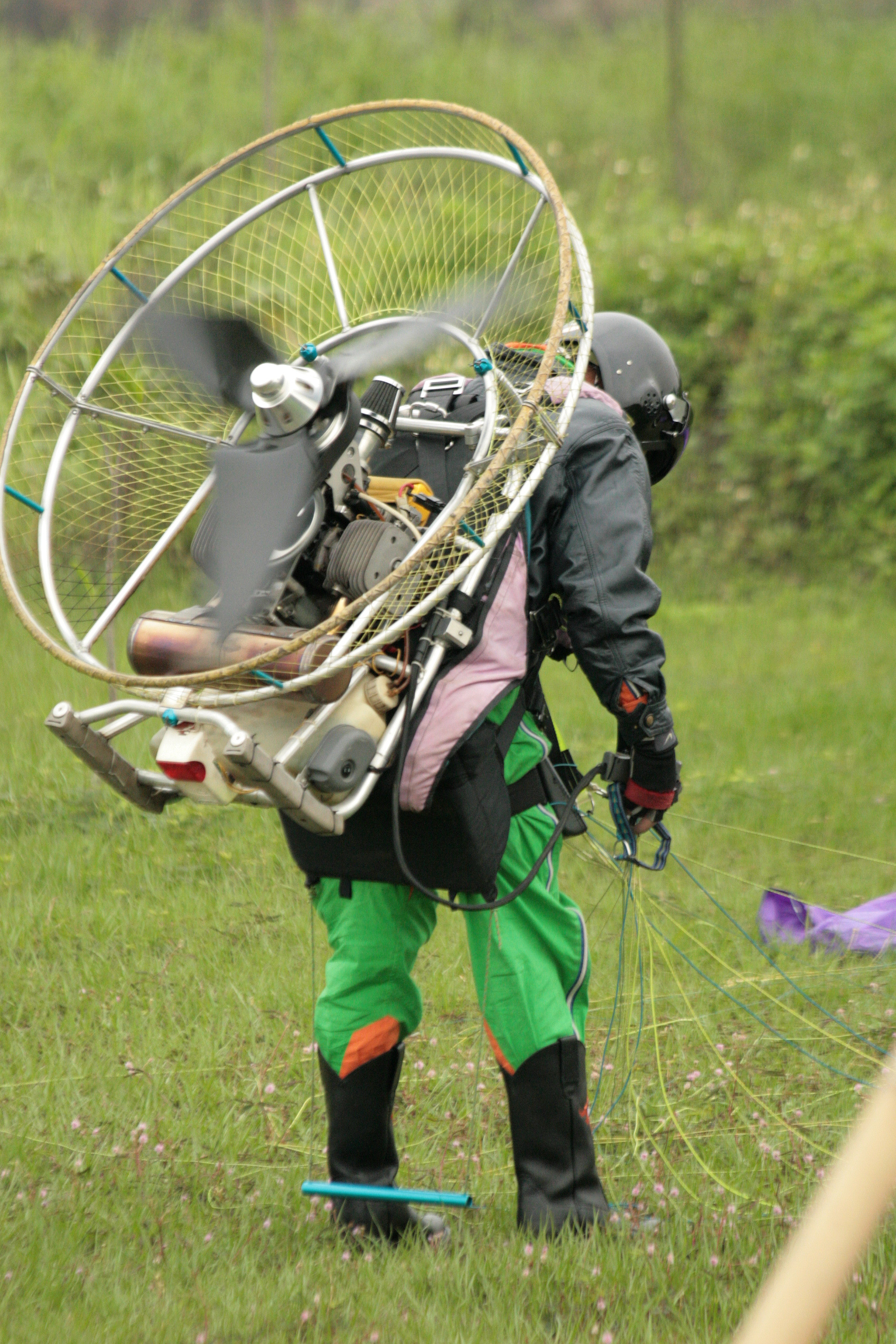
Paramotor

Een paramotor of gemotoriseerd glijscherm is een luchtvaartuig dat bestaat uit een glijscherm, ook wel parapente of paraglider genoemd, een soepele uit stof gemaakte vleugel waarmee zweven mogelijk is, samen met een motor die ofwel op de rug van de piloot gedragen wordt of geplaatst is op een onderstel op drie of vier wielen (ook trike of paramotor trike genoemd). De stof waaruit een paraglider is gemaakt is een nylonsoort met zeer dunne draden, die haaks ten opzichte van elkaar worden geweven. Hierna wordt een coating aangebracht in- en op de stof, veelal een polyurethaan coating. De coating zorgt voor verminderde luchtweerstand en de benodigde luchtdichtheid benodigd om veilig te kunnen vliegen. 
Het glijscherm is uitgevoerd in een dubbele laag stof met aan de voorzijde inlaatopeningen. Door het scherm voorwaartse snelheid te geven zorgt de instromende lucht in deze inlaatopeningen dat het scherm zijn vleugelvorm krijgt. De vliegsnelheid van een paramotor ligt ongeveer tussen de 25 en 80 km/h. De gebruikte motoren zijn in het algemeen 2-takt motoren omdat deze lichter zijn dan 4-takt motoren. Motoren met een cilinderinhoud van ongeveer 80 cc tot 200 cc zijn veel voorkomend. Het gebruik van een paramotor wordt paramotorvliegen genoemd. Voorheen werden paramotor materialen veelal verkocht door paramotor vliegscholen. Inmiddels hebben ook specialisten de markt betreden die zich alleen bezighouden met verkoop, reparatie en onderhoud.

## Keuringen
In Nederland moet een paraglider of paramotor-scherm met regelmaat gekeurd worden. Tijdens deze keuring worden enkele lijnen getest op breeksterkte, de stof van de paraglider op luchtdichtheid en alle andere onderdelen visueel geïnspecteerd. Een ander belangrijk onderdeel van een keuring is de "trimcheck" hierbij worden de lijnen van de paraglider op lengte gecontroleerd. Deze dienen binnen bepaalde toleranties te vallen. Afwijkingen hieraan kunnen leiden tot prestatieverlies en zelfs gevaarlijk vlieggedrag. Een keuring moet doorgaans om de 2 jaar plaatsvinden. De fabrikant geeft dit aan op het typeplaatje. Bij het ontbreken van deze aanwijzingen moeten de aanbevelingen van de KNVvL opgevolgd worden. Significant is dat er geen eisen gesteld worden ten aanzien van een keuringsbedrijf er is geen toezichthouder zoals de RDW is bij auto keuringen. Een opdrachtgever dient zich dan ook te verdiepen aan wie de opdracht verstrekt wordt. Vooraf opvragen welke tests er worden uitgevoerd en inzage vragen in de kalibratie rapporten van de gebruikte apparatuur kan helpen om een betrouwbaar check-centrum te kunnen onderscheiden.   
In tegenstelling tot glijscherm-vliegen waarbij je dynamische winden (hellingswinden) of thermische winden moet hebben om te kunnen stijgen en waar je meestal vertrekt vanaf een helling of door middel van een lier, is het opstijgen van een horizontaal terrein perfect mogelijk met een paramotor. 
Je kunt hier spreken van een volwaardig vliegend tuig omdat het perfect bestuurbaar is en zowel kan stijgen, dalen als horizontaal blijven.

## Opleidingen
In Nederland worden 2 soorten opleidingen gegeven: KNVvL (Koninklijke Nederlandse Vereniging voor Luchtvaart) en APPI (Association of Paragliding Pilots and Instructors) waar bij de KNVvL opleiding specifiek is toegespitst op de Nederlandse wet- en regelgeving. 
Examens van KNVvL opleidingen worden onafhankelijk getoetst tegenover APPI opleidingen door de eigen instructeur.
APPI opleidingen zijn niet officieel erkent in Nederland. Mogelijkerwijs wordt het KNVvL brevet in de toekomst verplicht gesteld voor Nederlandse piloten. 
| Mediabestanden Commons heeft media  bestanden in de categorie Powered paragliding . |